# Веттий Скатон
Веттий Скатон (лат. Vettius Scato; II—I века до н. э.) — италийский военный деятель, предводитель пелигнов в Союзнической войне. Один из преторов Италийского союза.

## Биография
Источники приводят разные варианты имени Веттия. Аппиан называет его Публием, Флавий Евтропий — Титом, Луций Анней Сенека — Гаем. Веллей Патеркул упоминает в числе «наиболее знаменитых полководцев» италиков Инстея Катона; возможно, это ошибка переписчика и на самом деле имеется в виду Веттий Скатон.
Веттий Скатон стал одним из руководителей восстания италиков против Рима (91 год до н. э.); он фигурирует в списке «общих предводителей с неограниченной властью над всем союзным войском», то есть 12 преторов Италийского союза. Веттию удалось разгромить действовавшего в Самнии Секста Юлия Цезаря и принудить к капитуляции латинскую колонию Эзерния. В устроенную им у реки Лирис засаду попала армия консула Публия Рутилия Лупа, понёсшая серьёзные потери (сам консул вскоре умер от полученной в этом бою раны). Скатону всё же пришлось отступить из-за нехватки продовольствия и действий Гая Мария.
Когда Гней Помпей Страбон осадил в Аускуле Тита Лафрения, Веттий совместно с Гаем Видацилием пришёл на помощь осаждённым. Помпей был разбит у Фалернской горы и оттеснён в Фирм, после чего Веттий и Видацилий ушли, видимо, считая, что римская армия от поражения уже не оправится. Тем не менее Помпей смог уничтожить армию Видацилия. Вскоре Помпею сдались и пелигны. О судьбе Веттия Скатона источники не сообщают.